# ニューひょうご ごこく
ニューひょうご ごこくは、神戸新聞総合出版センターから出版されていた雑誌。

## 概要
1967年5月、ニューひょうごという名称で月刊誌として創刊。郷土づくりへの意欲を高めることが目的とされていた。2008年より事業見直しで隔月となった。阪神・淡路大震災後の1995年2月5日には、ニューひょうごの臨時号が発行された。発行部数は全ての避難所生活の世帯に行き渡るように、従来の4万部よりも8万部多い12万部であった。
2011年よりニューひょうご ごこくと改称される。五国とは現在の兵庫県に存在した摂津、播磨、但馬、丹波、淡路の旧五国。改称とともにそれぞれの季節ごとの兵庫県の季節ごとの魅力を写真で伝えるという内容に変わった。2018年春の第529号をもって終刊。発行部数は3万2千部であった。